# 바레험

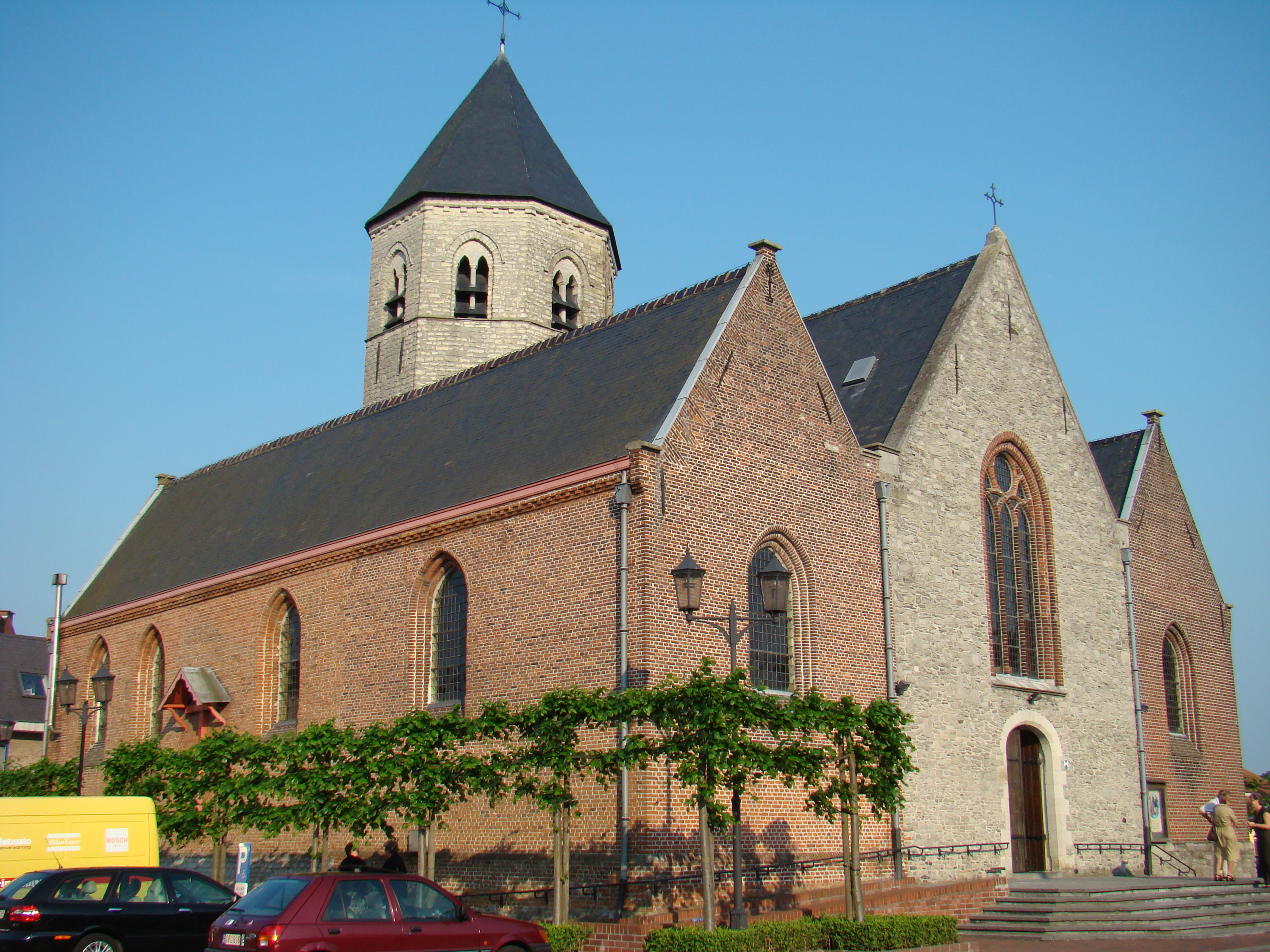
바레험 신트엘로이스페이버(Sint-Eloois-Vijve) 성당

바레험(네덜란드어: Waregem)은 벨기에 플란데런 지역 베스트플란데런주에 위치한 도시로 면적은 44.34km2, 인구는 36,751명(2013년 1월 1일 기준), 인구 밀도는 830명/km2이다.

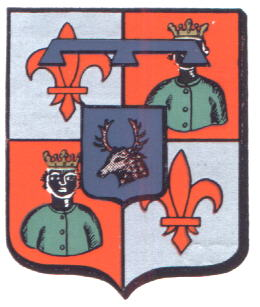
시 문장